# Вентський водоспад
Вентський водоспад, Вентас румба (латис. Ventas rumba) — найширший водоспад Європи, розташований на річці Вента (латис. Venta), в Кулдизі (за 200 м від старого цегляного містка), Латвія. Ширина водоспаду залежить від кількості води і в середньому становить 100—110 м, проте в повінь може сягати 279, вдвічі ширший за Рейнський в Швейцарії м. Висота доломітового уступу варіюється від 1,6 до 2,2 м. Пороги водоспаду утворюють хитромудру зигзагоподібну лінію. Водоспад на річці Вента з 1 січня 1997 року є пам'яткою природи і внесений до Природного заказника вентської долини.

## Історія
Свого часу на порогах водоспаду розташовували до 40 спеціальних рибальських лотків на триногах. Приблизно 1640 року курляндський герцог Яків Кеттлер (нім. Jakob von Kettler; 1610—1682) винайшов пристосування для вилову риби в повітрі, що йде проти течії. Лососі (Salmo) й рибці (Vimba vimba) стрибали прямо в приготовані кошики. На даний момент лососів і осетрів (Acipenser sturio) у Венті більше немає, але рибці все ще присутні. Осетер зник в 1892 році. Риболовля поблизу водоспаду заборонена.
У XIX столітті, з входженням Курляндії до складу Російської імперії, а також поділом Речі Посполитої, розпочалися роботи з прокладанням судноплавних каналів. У планах було об'єднати Венту із Німаном через Дубісу. На ритті каналів застосовували турецьких бранців. Роботи були припинені в 1831 році через маловодність Венти.
|                  |                 |                 |                             |                                             |
| Водоспад навесні | Водоспад влітку | Водоспад восени | Цегляний місток через Венту | Поштовий блок Латвії, присвячений водоспаду |

## Легенди
Народна легенда розповідає про походження водоспаду наступне. Де зараз стоїть «Хатинка ката», жив колись чаклун, на якого розгнівався сам чорт, який задумав помститися. Щоб засипати хатинку чаклуна, якось вночі чорт набрав торбу каміння й полетів через Венту. Але чаклун перекинувся на півня й заспівав. Справжні півні попросиналися й заспівали теж. Нечиста сила злякалась й просипала каміння через річку. Так і утворився поріг. Інша легенда пов'язує утворення водоспаду з роботою лівонських лицарів, що видобували каміння для спорудження замків. Каміння справді намагалися видобувати, але значно пізніше, за часів курляндських герцогів, й в незначній кількості.

## Туризм
Вентський водоспад відома туристична пам'ятка природи Латвії, дістатись якої досить нескладно — Кулдига розташовується на самому березі річки Вента. Влітку, через значне зменшення потоку води, водоспад привабне місце для купання. На південь від водоспаду Замковий парк, історичні будівлі старого центру Кулдиги. Старий цегляний міст через річку вище за течією збудований у 1874 році, ширина якого давала можливість вільно розминатись двом каретам.